# Leonardo Racle
Leonardo Racle (Dijon,  30 de noviembre de 1736-Pont-de-Vaux, 8 de enero de 1791) fue un arquitecto francés que adquirió por sí mismo vastos conocimientos en las ciencias matemáticas y en ramos de física. Tanta fue su reputación que llamó la atención de Voltaire, quien tomándole por arquitecto suyo le encargó la dirección de los trabajos emprendidos en Ferney.
Posteriormente estableció Racle una fábrica de loza cerca de Versoix, y construyó un puente de hierro para unir el río Reyssouze con el Saona; y aunque esta obra duró pocos años, tiene el mérito su autor de haber sido el primero que introdujo esta invención en Francia. Se le debe también el secreto de una especie de barniz llamado yeso-mármol, que tiene la dureza y el pulido de esta piedra.
Murió en Pont de Vaux en 1791 y dejó escritas unas Reflexiones acerca de la corriente del río de Ain y medios de contenerla (Bourg, 1790, en 8°) y otras obras que no se han dado a luz.